# Christoph Hackner
Christoph Hackner (* 16. März 1663 in Jauer, Herzogtum Schweidnitz-Jauer; † 2. April 1741 in Breslau) war ein deutscher Architekt des Barocks.

## Leben
Christoph Hackner erlernte das Maurerhandwerk in seiner Heimatstadt und ging dann als Geselle auf die üblichen Wanderjahre. Nach der Rückkehr erhielt er in den Jahren von 1695 bis 1696 eine Ausbildung als Baumeister bei Johann Georg Knoll in Breslau. 1705 wurde er zum Ältesten seiner Zunft ernannt und zum Bauinspektor (Erbschauer) des Breslauer Magistrats. 1716 stieg er zum Breslauer Stadtbaumeister (Stadtmaurermeister) auf und wurde mit dem Umbau des Stadtgerichts beauftragt. In seinen letzten Lebensjahren stieg er zum Hofbaumeister des Breslauer Fürstbischofs Philipp Ludwig Kardinal von Sinzendorf auf.

## Werke (Auswahl)
- Stadtpfarrkirche in Trachenberg, 1706–1723;
- Palais Hatzfeld in Breslau, 1714–1722;
- Schloss Trachenberg (auch Schloss Hatzfeld) in Żmigród (Trachenberg), große Teile von ihm nach 1700 umgebaut, ab 1764 Fortsetzung der Arbeiten durch Carl Gotthard Langhans;
- Hochbergkapelle an der Kirche zum Heiligen Vinzenz in Breslau, 1723–1727;
- Elftausend-Jungfrauen-Kirche in Breslau (Vorgängerbau der derzeitigen), 1725–1734;
- Collegium Leopoldina (heute Hauptgebäude der Universität Breslau), 1728–1743;
- „Weißes Vorwerk“, Lustschloss des Breslauer Fürstbischofs, nach 1734.

Die meisten seiner Bauten sind erhalten oder nach 1945 wiederaufgebaut worden.